# 도널드슨 불변량
위상수학에서 도널드슨 불변량(Donaldson不變量, 영어: Donaldson invariant)은 4차원 매끄러운 다양체의 불변량의 하나로, 게이지 이론의 순간자 모듈라이 공간의 성질을 나타낸다. 도널드슨 불변량은 더 계산하기 쉬운 자이베르그-위튼 불변량과 동치인 것으로 추측된다. 도널드슨 불변량을 연구하는 위상수학의 분야를 도널드슨 이론(Donaldson理論, 영어: Donaldson theory)이라고 한다.

## 정의
도널드슨 불변량은 4차원 연결 단일 연결 매끄러운 다양체 {\displaystyle M}의 불변량이며, 대수적 위상수학 또는 초대칭 위상 양자장론을 통해 정의할 수 있다.

### 수학적 정의
푸앵카레 쌍대성과 합곱을 사용해 2차 코호몰로지 {\displaystyle \operatorname {H} ^{2}(M;\mathbb {Q} )} 위에 다음과 같은 교차 형식(영어: intersection form)을 정의할 수 있다.
{\displaystyle I\colon \operatorname {H} ^{2}(M;\mathbb {Q} )\times \operatorname {H} ^{2}(M;\mathbb {Q} )\to \mathbb {Q} }
{\displaystyle I(\alpha ,\beta )=[M]\frown (\alpha \smile \beta )}
여기서 {\displaystyle [M]}은 {\displaystyle M}의 기본류다. 이 형식의 양의 고윳값의 수를 {\displaystyle b_{2}^{+}(M)}, 음의 고윳값의 수를 {\displaystyle b_{2}^{-}(M)}이라고 하자. 물론
{\displaystyle b_{2}^{+}(M)+b_{2}^{-}(M)=b_{2}f(M)}
은 {\displaystyle M}의 2차 베티 수이다. 앞으로, {\displaystyle b_{2}^{+}>1}이라고 가정하자.
{\displaystyle M}에 임의의 리만 계량 {\displaystyle g}와 SU(2) 벡터다발 {\displaystyle E\twoheadrightarrow M}을 부여하자. 이 경우, {\displaystyle E}의 SU(2) 양-밀스 순간자들의 모듈라이 공간 {\displaystyle {\mathcal {M}}_{E,g}}를 생각할 수 있다. 이는 일반적으로 오비폴드를 이루고, 그 차원은 다음과 같다.:(2), (3)
{\displaystyle \dim {\mathcal {M}}_{E}={\begin{cases}-8c_{2}(E)-3(1-b_{1}(M)+b_{2}^{-}(M))&c_{2}(E)<0\\8c_{2}(E)-3(1-b_{1}(M)+b_{2}^{+}(M))&c_{2}(E)>0\end{cases}}}
으로 주어진다. (만약 이 수가 음수라면 {\displaystyle {\mathcal {M}}_{E,g}}는 공집합이다.) 여기서 {\displaystyle c_{2}(E)}는 {\displaystyle E}의 2차 천 수이고, {\displaystyle b_{i}(M)}은 {\displaystyle M}의 {\displaystyle i}차 베티 수이다. (게이지 군이 SU(2)이므로, 1차 천 특성류는 항상 0이다.)
{\displaystyle {\mathcal {C}}_{E}}가 {\displaystyle E} 위에 존재하는 모든 주접속들(의 게이지 변환에 대한 동치류들)의 모듈라이 공간이라고 하자. 이는 무한 차원 공간이다. 이 경우, 전자는 후자의 자연스러운 부분공간을 이룬다.
{\displaystyle {\mathcal {M}}_{E,g}\hookrightarrow {\mathcal {C}}_{E}}
{\displaystyle {\mathcal {M}}_{E,g}}는 물론 리만 계량 {\displaystyle g}에 의존하지만, {\displaystyle b_{2}^{+}(M)>1}이라면 호몰로지류 {\displaystyle [{\mathcal {M}}_{E,g}]\in \operatorname {H} _{\bullet }({\mathcal {C}}_{E})}는 {\displaystyle g}에 의존하지 않는다는 것을 보일 수 있다. 따라서
{\displaystyle [{\mathcal {M}}_{E}]\in \operatorname {H} _{\bullet }({\mathcal {C}}_{E})}
를 정의할 수 있다. 이는 리만 계량에 의존하지 않지만, {\displaystyle M}의 미분 구조에 의존한다. 즉, 이는 위상동형(위상다양체로서 동형)이지만 미분동형(매끄러운 다양체로서 동형)이지 않은 다양체들을 구분할 수 있다.
스펙트럼 열을 사용하여, 다음과 같은 군 준동형을 정의할 수 있다.
{\displaystyle \mu \colon \operatorname {H} _{k}(M;\mathbb {Q} )\to H^{4-k}({\mathcal {C}}_{E};\mathbb {Q} )}
{\displaystyle M}은 4차원 연결 단일 연결 매끄러운 다양체라고 가정하였으므로, {\displaystyle M}의 (유리수 계수) 호몰로지는 다음과 같다.
{\displaystyle \operatorname {H} _{0}(M;\mathbb {Q} )=\mathbb {Q} }
{\displaystyle \operatorname {H} _{1}(M;\mathbb {Q} )=0}
{\displaystyle \operatorname {H} _{2}(M;\mathbb {Q} )=\mathbb {Q} ^{b_{2}}=\operatorname {span} \{\gamma _{1},\dots ,\gamma _{b_{2}}\}}
{\displaystyle \operatorname {H} _{3}(M;\mathbb {Q} )=0}
{\displaystyle \operatorname {H} _{4}(M;\mathbb {Q} )=\mathbb {Q} }
여기서 {\displaystyle \gamma _{1},\dots ,\gamma _{b_{2}}}는 임의로 잡은 {\displaystyle H_{2}(M;\mathbb {Q} )}의 기저다. 그렇다면 다음을 보일 수 있다.
- {\displaystyle \mu (\operatorname {H} _{4}(M;\mathbb {Q} ))=0}
- {\displaystyle {\mathcal {C}}_{E}}의 코호몰로지 환 {\displaystyle H^{\bullet }({\mathcal {C}}_{E};\mathbb {Q} )}는 {\displaystyle \mu }에 의하여 다항식환 {\displaystyle \mathbb {Q} [x,\gamma _{1},\dots ,\gamma _{b_{2}}]}와 표준적(canonical)으로 동형이다. 여기서 {\displaystyle x}는 {\displaystyle H_{0}(M;\mathbb {Q} )}에 대응하는 생성원이다.

이제, 도널드슨 다항식(Donaldson多項式, 영어: Donaldson polynomial) {\displaystyle D_{E}\colon \mathbb {Q} [x,\gamma _{1},\dots ,\gamma _{b_{2}}]\to \mathbb {Q} }은 다음과 같은 사상이다.
{\displaystyle Q_{E}(p)=[{\mathcal {M}}_{E}]\frown p\left(\mu (x),\mu (\gamma _{1}),\dots ,\mu (\gamma _{b_{2}})\right)}

### 물리학적 정의
4차원 다양체 {\displaystyle M}의 도널드슨 다항식 불변량은 {\displaystyle M} 위에 존재하는 {\displaystyle {\mathcal {N}}=2} 초대칭 게이지 이론의 상관 함수로 정의할 수 있다.
{\displaystyle M} 위에 임의의 리만 계량을 부여하고, 그 위에 게이지 군이 콤팩트 반단순 리 군 {\displaystyle G}인 {\displaystyle {\mathcal {N}}=2} 초대칭 양-밀스 이론을 생각하자. 이 이론은 로런츠 대칭과 R대칭을 갖는데, 로런츠 군
{\displaystyle \operatorname {SU} (2)_{\text{left}}\times \operatorname {SU} (2)_{\text{right}}\cong \operatorname {Spin} (4)}
는 4차원 스핀 군이고, {\displaystyle {\mathcal {N}}=2} R대칭군은 SU(2)R이다. 이제 새 로런츠 부분군 {\displaystyle \operatorname {SU} (2)_{\text{right}}'}을 {\displaystyle \operatorname {SU} (2)_{\text{right}}}와 {\displaystyle \operatorname {SU} (2)_{\text{R}}}의 대각 성분으로 정의하여, 위상 뒤틀림(영어: topological twist)을 가한다. 그렇다면 이론의 장들은 다음과 같다.
| 기호                                        | 설명                             | 뒤틀기 전 군 표현 SU(2)left×SU(2)right×SU(2)R×U(1)R | 뒤튼 뒤 군 표현 SU(2)left×SU(2)right×U(1)R | 뒤튼 뒤 설명                                                                  |
| ------------------------------------------- | -------------------------------- | --------------------------------------------------- | ------------------------------------------ | ----------------------------------------------------------------------------- |
| {\displaystyle Q_{\alpha }}                 | 왼쪽 초전하                      | (½, 0, ½)−1                                         | (½, ½)−1                                   | {\displaystyle Q_{\mu }}                                                      |
| {\displaystyle {\bar {Q}}_{\dot {\alpha }}} | 오른쪽 초전하                    | (0, ½, ½)+1                                         | (0,0)+1                                    | BRST 연산자 {\displaystyle Q}                                                 |
| {\displaystyle {\bar {Q}}_{\dot {\alpha }}} | 오른쪽 초전하                    | (0, ½, ½)+1                                         | (0, 1)+1                                   | {\displaystyle Q_{\mu \nu }}                                                  |
| {\displaystyle A_{\mu }}                    | 게이지 보손                      | (½, ½, 0)0                                          | (½,½)0                                     | {\displaystyle A_{\mu }} 게이지 보손                                          |
| {\displaystyle \psi }                       | 왼손 게이지노                    | (½, 0, ½)+1                                         | (½,½)+1                                    | {\displaystyle \psi _{\mu }} 유령                                             |
| {\displaystyle {\bar {\psi }}}              | 오른손 게이지노                  | (0, ½, ½)−1                                         | (0,1)−1                                    | {\displaystyle \chi _{\mu \nu }} 반유령 ({\displaystyle F^{+}=0} 제약에 대응) |
| {\displaystyle {\bar {\psi }}}              | 오른손 게이지노                  | (0, ½, ½)−1                                         | (0,0)−1                                    | {\displaystyle \eta } 반유령                                                  |
| {\displaystyle \phi }                       | 스게이지노(영어: sgaugino)       | (0, 0, 0)+2                                         | (0,0)+2                                    | {\displaystyle \phi } (게이지 변환 매개변수)                                  |
| {\displaystyle \phi ^{*}}                   | 반스게이지노(영어: antisgaugino) | (0, 0, 0)−2                                         | (0,0)−2                                    | {\displaystyle \lambda } 유령                                                 |

따라서, 뒤튼 뒤에는 두 개의 스칼라장과 두 개의 벡터장만이 존재한다. 이 경우, {\displaystyle (A_{\mu },\psi _{\mu })}, {\displaystyle (\lambda ,\eta )}는 {\displaystyle Q}에 대한 초다중항을 이룬다. {\displaystyle \chi }는 {\displaystyle F^{+}=0} 제약에 대응하며, {\displaystyle \phi }는 게이지 변환의 매개변수에 대응한다.
이제, 초대칭 연산자 {\displaystyle Q}를 BRST 대칭으로 생각하여, 모든 관측가능량을 {\displaystyle Q}에 의한 코호몰로지에 닫혀 있게 한다. 그렇다면 이 이론은 위튼형 위상 양자장론을 이룬다.
이제, 다음과 같은 게이지 불변, {\displaystyle Q}-닫힌 연산자를 생각하자.
{\displaystyle {\mathcal {O}}_{0}={\frac {1}{8\pi ^{2}}}\operatorname {tr} \phi ^{2}}
이제 다음과 같은 일련의 연산자들을 정의할 수 있다.
{\displaystyle d{\mathcal {O}}_{0}=i\{Q,{\mathcal {O}}_{1}\}}
{\displaystyle d{\mathcal {O}}_{1}=i\{Q,{\mathcal {O}}_{2}\}}
{\displaystyle d{\mathcal {O}}_{2}=i\{Q,{\mathcal {O}}_{3}\}}
{\displaystyle d{\mathcal {O}}_{3}=i\{Q,{\mathcal {O}}_{4}\}}
{\displaystyle d{\mathcal {O}}_{4}=0}
{\displaystyle {\mathcal {O}}_{k}}는 {\displaystyle k}차 코호몰로지류이다. 따라서, 임의의 {\displaystyle k_{i}}차 호몰로지류 {\displaystyle \Sigma _{i}}들에 대하여, 다음과 같은 상관 함수를 정의할 수 있다.
{\displaystyle \left\langle \int _{\Sigma _{1}}{\mathcal {O}}_{k_{1}}\cdots \int _{\Sigma _{i}}{\mathcal {O}}_{k_{i}}\cdots \right\rangle }
이 경우, {\displaystyle {\mathcal {O}}_{4}\propto F\wedge F\propto c_{2}(E)}는 CP 위반항이므로,
{\displaystyle \int _{M}{\mathcal {O}}_{4}\sim \int _{M}F\wedge F=[M]\frown c_{2}(E)}
는 단순히 순간자수(게이지 주다발의 2차 천 특성류)이다. 따라서 {\displaystyle {\mathcal {O}}_{4}}의 삽입은 상관 함수를 특별히 변화시키지 않는다. 2차 호몰로지 류 {\displaystyle \Sigma _{i}\in H_{2}(M)} 및 0차 호몰로지 류 {\displaystyle x_{i}\in H_{0}(M)}를 사용하여, 상관 함수
{\displaystyle \left\langle \int {\mathcal {O}}_{0}(x_{1})\cdots \int _{\Sigma _{1}}{\mathcal {O}}_{2}\cdots \right\rangle }
를 정의할 수 있다. 이를 도널드슨 다항식이라고 하며, 이는 위상수학으로 정의한 도널드슨 다항식과 일치함을 보일 수 있다.

### 크론하이머-므로카 기본류
게이지 군 {\displaystyle G}가 SU(2)일 경우를 생각하자. 4차원 매끄러운 다양체 {\displaystyle M} 가운데, 다음 조건을 만족시키는 것을 단순형 다양체(영어: manifold of simple type)라고 하자.
{\displaystyle Q_{8+\deg p}(x^{2}p(x,{\vec {\gamma }}))=4Q_{\deg p}(p(x,{\vec {\gamma }}))}
여기서 {\displaystyle p\in \mathbb {Q} [x,{\vec {\gamma }}]}이며, {\displaystyle \deg p}는 {\displaystyle x}를 차수 4, {\displaystyle {\vec {\gamma }}}를 차수 2로 하여 센 다항식의 차수이다.
이 경우, 도널드슨 불변량은 다음과 같은 생성 함수로 완전히 결정된다.
{\displaystyle D({\vec {\gamma }})=\sum _{n}\left({\frac {Q_{2n}(\gamma ^{d})}{d!}}+{\frac {Q_{2n+4}(x\gamma ^{d})}{2d!}}\right)}
{\displaystyle \mathbb {D} ({\vec {\gamma }})=D(0,{\vec {\gamma }})+{\frac {1}{2}}{\frac {\partial }{\partial x}}D(0,{\vec {\gamma }})}
이 생성 함수는 다음과 같은 간단한 형태로 나타내어진다.
{\displaystyle \mathbb {D} (\gamma )=\exp(\gamma .\gamma /2)\sum _{x\in H^{2}(M;\mathbb {Z} )}\exp(x\cdot \gamma )n_{x}}
여기서 {\displaystyle n_{x}\neq 0}인 2차 코호몰로지 원소들을 크론하이머-므로카 기본류(영어: Kronheimer–Mrowka basic class)라고 하며, 이러한 기본류들의 수는 유한하다. 이 {\displaystyle n_{x}}들은 자이베르그-위튼 불변량과 같다고 추측된다.

## 역사
사이먼 도널드슨이 1983년에 도입하였다. 이후 에드워드 위튼이 1994년에 이를 초대칭 게이지 이론의 위상 양자장론으로 정의할 수 있음을 보였다.
피터 크론하이머와 토머스 므로카(영어: Thomasz S. Mrowka)가 1994년에 도널드슨 불변량을 크론하이머-므로카 기본류에 대한 합으로 나타낼 수 있음을 보였다. 같은 해에 에드워드 위튼은 자이베르그-위튼 이론을 기반으로 자이베르그-위튼 불변량을 도입하였으며, 이들의 크론하이머-므로카 기본류와의 관계를 제시하였다.

## 같이 보기
- 순간자
- 플뢰어 호몰로지
- 양-밀스 방정식